# 大山村 (兵庫県多紀郡)
大山村（おおやまむら）は、兵庫県多紀郡にあった村。現在の丹波篠山市の北西端、国道176号の沿線にあたる。

## 地理
- 山岳：三釈迦山、波賀尾岳、金山、黒頭峰、夏栗山
- 河川：篠山川、大山川

## 歴史
- 1889年（明治22年）4月1日 - 町村制の施行により、長安寺村・町ノ田村・一印谷村・高倉村・石住村・追入村・大山宮村・大山上村・大山新村・徳永村・北野新田村・北野村・大山下村（飛地を除く）・東河地村（飛地を除く）・明野村・荒子新田村・園田分の区域をもって発足。
- 1955年（昭和30年）4月15日 - 味間村・城南村・古市村と合併して丹南町が発足。同日大山村廃止。

## 交通

### 鉄道路線
福知山線の丹波大山駅が隣接する味間村に所在。